# Tipitipitì/Osvaldo tango
Tipitipitì/Osvaldo tango è un singolo di Orietta Berti, pubblicato come 45 giri dalla nel 1970. La copertina vedeva la cantante sul lato A della copertina, e sull'altra un uomo a cavallo.

## Tipitipitì
Tipitipitì è il quinto brano che Orietta Berti presenta al Festival di Sanremo in abbinamento con Mario Tessuto, classificandosi all'8º posto (ex aequo) nella classifica finale della manifestazione.
Il brano ha partecipato anche a Canzonissima 1970
Autori del testo sono Lorenzo Pilat e Mario Panzeri, mentre la musica è di Daniele Pace.
Dalida ne incide una cover in francese.

## Osvaldo tango
Osvaldo tango è la canzone pubblicata sul lato B del singolo. Gli autori sono i già citati Panzeri e Pace con Aldo Cazzulani, con arrangiamento di Alberto Baldan Bembo ed orchestra diretta da Giulio Libano.